# 基里隆国家公园
基里隆国家公园，正式名称为苏拉玛里特-哥沙曼基里隆国家公园（ឧទ្យានជាតិព្រះសុរាម្រិត-កុសុមៈ គិរីរម្យ），是柬埔寨的一座国家公园，大部分位于磅士卑省普农斯罗县境内，小部分位于邻近的戈公省境内。
“基里隆”意思是“幸福的山”，这个名字是国王西索瓦·莫尼旺取的。此公园位于豆蔻山脉东侧，自金边沿着4号国道开车112公里即可到达，继续沿着4号国道还可以到达西哈努克市。这里也是柬埔寨第一个被认定的国家公园。
柬埔寨国王昔日的夏宫位于基里隆山，曾是接见外宾的重要地点。1963年，基里隆的一条道路被命名为“刘少奇路”。